# San Sperate

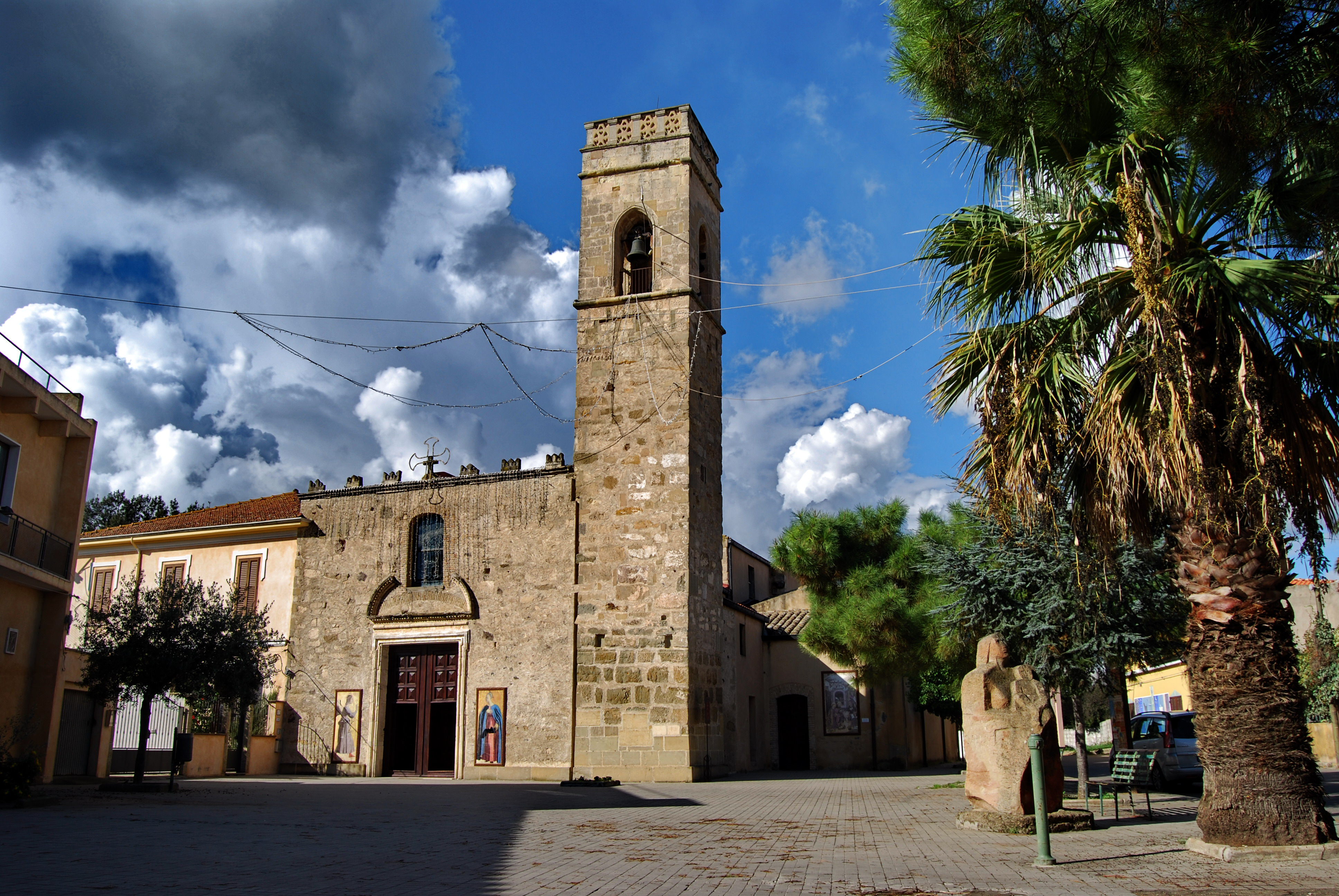

San Sperate is een gemeente in de Italiaanse provincie Zuid-Sardinië (regio Sardinië) en telt 6982 inwoners (31-12-2004). De oppervlakte bedraagt 26,2 km², de bevolkingsdichtheid is 266 inwoners per km².

## Demografie
San Sperate telt ongeveer 2401 huishoudens. Het aantal inwoners steeg in de periode 1991-2001 met 5,5% volgens cijfers uit de tienjaarlijkse volkstellingen van ISTAT.
| Jaar | Inwoneraantal |
| ---- | ------------- |
| 1991 | 6468          |
| 2001 | 6821          |

## Geografie
San Sperate grenst aan de volgende gemeenten: Assemini, Decimomannu, Monastir, Sestu, Villasor.